# Râul Alunul, Nechitu
Râul Alunul este un curs de apă, afluent al râului Nechitu. 